# The Wicker Man (canção)
"The Wicker Man" é um single da banda britânica de heavy metal Iron Maiden, lançado como single de lançamento do álbum Brave New World em Abril de 2000. Foi o primeiro single da banda desde o single Infinite Dreams, de 1989, a apresentar a formação da era The Trooper com o vocalista de longa data Bruce Dickinson e o guitarrista Adrian Smith retornando à banda em 1999. Foi co-escrita por Adrian Smith, Bruce Dickinson e Steve Harris. Foi coproduzida por Kevin Shirley e Harris. O título foi inspirado no filme do mesmo nome. A música não deve ser confundida com "Wicker Man" da carreira solo de Dickinson, cujas letras são mais estreitamente com temática em torno do filme. A última canção pode ser encontrada na edição de dois CDs do The Best of Bruce Dickinson.
A versão para rádio deste som difere da faixa original do álbum, com o refrão primeiramente: "Your time will come" seguido da frase, "Thy will be done", e como terceira frase outro "Thy will be done". A última linha é seguida por: "Don't turn, don't run." Este é o caso para cada coro, exceto para o coro terceiro em que a terceira linha é seguida por "I"ll Be the One" e da quarta linha é seguida por "Burn in the Sun." Esta versão é considerada extremamente rara.
A arte da capa do single foi feira por Mark Wilkinson, após o famoso artista Derek Riggs ter recusado a oferta. Este foi o trabalho que Riggs criou para o Iron Maiden (com exceção de uma peça de 2007 da canção These Colours Don't Run), argumento que é muito difícil trabalhar com a banda. Esta arte foi utilizada para a capa do disco single de vinil e várias prensagens menores.
O solo de guitarra de "The Wicker Man" é tocado por Adrian Smith.
Em 2001, a canção foi nomeada para o Grammy Award na categoria "Best Metal Performance" mas perdeu para "Elite" de Deftones.

## Faixas

### Edição padrão
1. "The Wicker Man" (Bruce Dickinson, Adrian Smith, Steve Harris) – 4:35
2. "Futureal (Live at Helsinki Icehall - September 15th 1999)" (Blaze Bayley, Harris) – 2:58
3. "Man on the Edge (Live at Filaforum, Milano - September 23rd 1999)" (Bayley, Janick Gers) – 4:37
4. "The Wicker Man (video)" (Dickinson, Smith, Harris) – 4:35

### Edição limitada
Uma edição limitada de "The Wicker Man" foi depois lançada. A edição limitada continha 2 CDs e um poster dupla-face, e também uma seleção de canções ao vivo gravadas durante a Ed Hunter Tour. A edição européia também continha um beermat.

#### Disco 1
1. "The Wicker Man" (Dickinson, Smith, Harris) – 4:35
2. "Man on the Edge (Live at Filaforum, Milano - 23 de Setembro de 1999)" (Bayley, Gers) – 4:37
3. "Powerslave" (Live at Palau Olimpico, Barcelona - 25 de Setembro de 1999) (Dickinson) – 7:11
4. "The Wicker Man (video)" (Dickinson, Smith, Harris) – 4:35

#### Disco 2
1. "The Wicker Man" (Dickinson, Smith, Harris) – 4:35
2. "Futureal (Live at Helsinki Icehall - September 15th 1999)" (Bayley, Harris) – 2:58
3. "Killers (Live at Ahoy, Rotterdam - 10 de Setembro de 1999)" (Paul Di'Anno, Harris) – 4:28
4. "Futureal (live video)" (Bayley, Harris) – 2:58

### Capa do disco vinil
Esta edição do single teve duas artes, uma para cada lado do disco.

#### Lado 1
1. "The Wicker Man" (Dickinson, Smith, Harris) – 4:35

#### Lado 2
1. "Powerslave" (Live at Palau Olimpico, Barcelona - 25 de Setembro de 1999) (Dickinson) – 7:11
2. "Killers (Live at Ahoy, Rotterdam - 10 de Setembro de 1999)" (Paul Di'Anno, Harris) – 4:28

## Integrantes
- Bruce Dickinson – vocal
- Dave Murray – guitarra
- Janick Gers – guitarra
- Adrian Smith – guitarra, backing vocal
- Steve Harris – baixo, backing vocal
- Nicko McBrain – bateria